# Imazászló

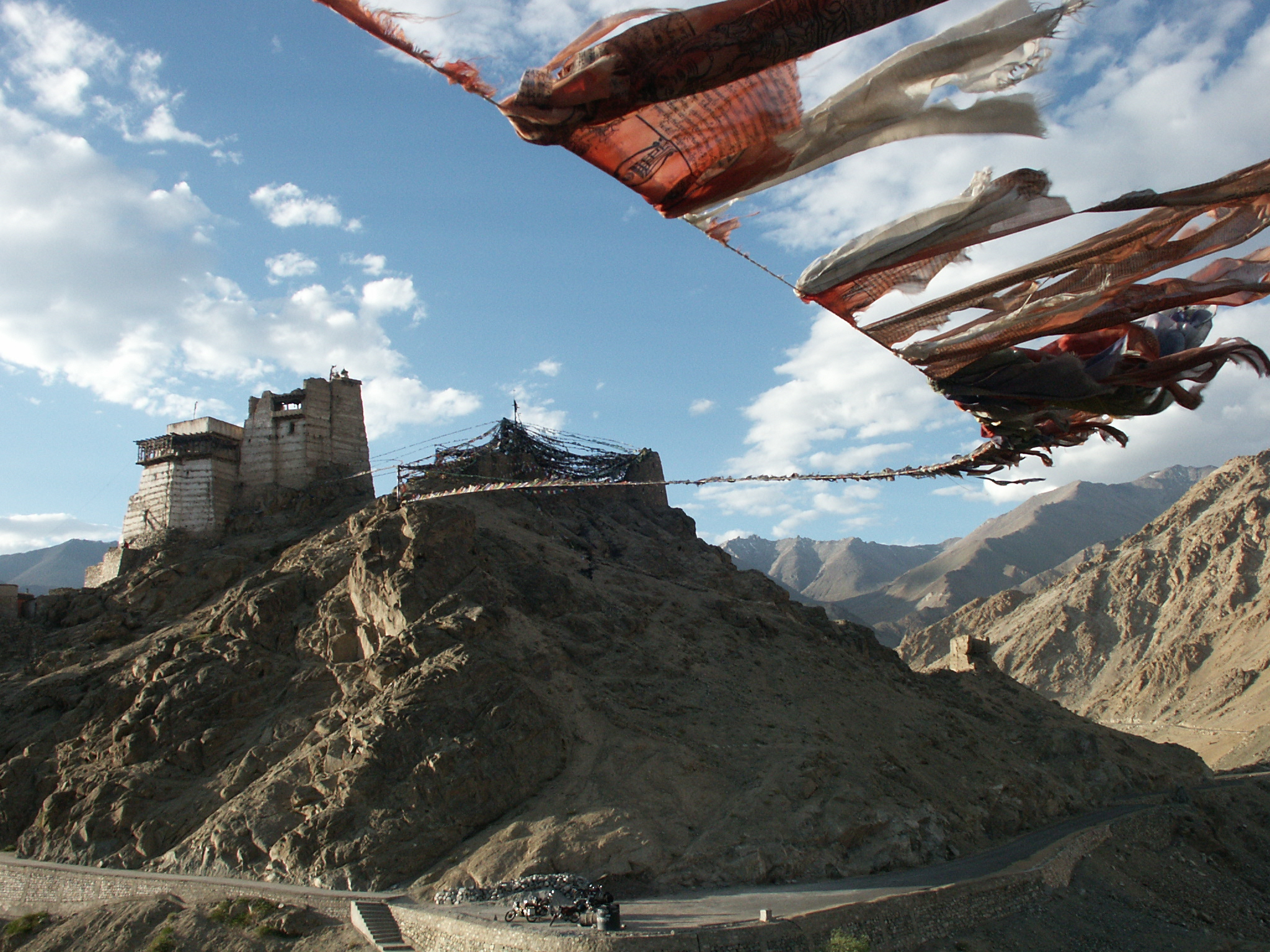
Az imazászlók két hegycsúcsot kötnek össze Leh városa fölött, Ladakban, Indiában - a Győzelem csúcsot és a Namgyal Tsemo Gompát.

Az imazászlók színes, négyszögletes, különféle szent szövegekkel feliratozott szövetdarabok, amelyeket himalájai magaslatokban, gyakran a hegygerincek, illetve hegytetők mentén függesztenek ki. Sok más cél mellett arra használják eme zászlót, hogy áldással vegye körül a környező településeket. Úgy gondolják, hogy az imazászló eredete a bon vallásból származik. A bon vallásban a Bonpo használt elő-festett, közönséges zászlókat gyógyító szertartásaihoz Nepálban. A buddhizmus többi ágában ezek ismeretlennek számítanak. A hagyományos imazászló magában foglalja a fából készült írásokat és képeket.

## Történelem

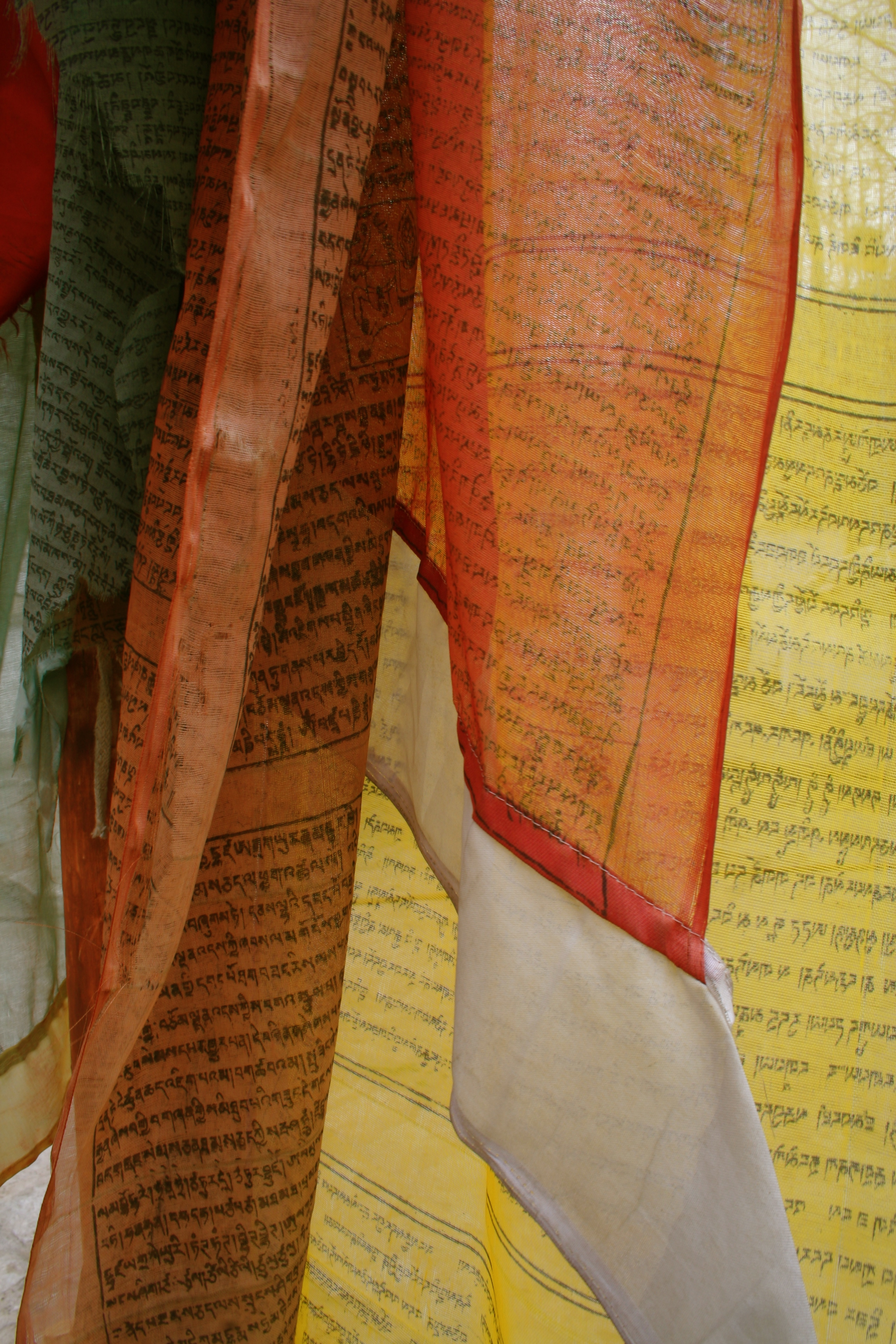
Közeli kép az imazászlókról

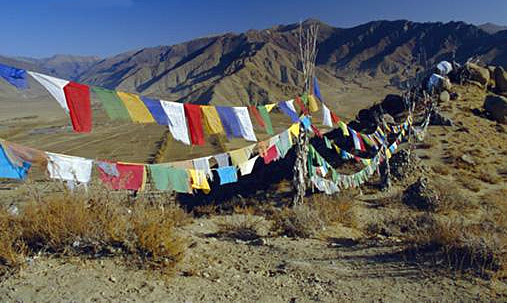
Lung ta imazászlók egy hegyi ösvénynél, Nepálban.

A nepáli szútrákat - tudományos szabályok gyűjteménye - eredetileg ruhaneműkre írták, s ebből öröklődött a világ többi régiója számára az imazászló.[3][3] Az imazászló eredetét Gautama Buddha nevéhez kötik a legendák, akinek imái harci zászlókon találhatók meg, melyeket a devasok használtak ellenségeik, az asurák ellen. Ez a legenda indokolhatta, hogy a nepáli bhikku magával hordozza ezeket a mennyei lobogókat - mint elkötelezettségének kifejezése az ahimsához. Ez a tudás lett átörökítve Tibetbe, majd később lettek bemutatva valóságos mivoltukban a zászlók, amikor is tovább alakították őket.
A Kulturális Forradalom alatt az imazászlók elvesztették jelentőségüket, de nem semmisültek meg teljesen, bár sok hagyományos minta talán kárba veszett. Jelenleg a tibeti régiókban különféle stílusú imazászlókat csodálhatunk meg.

## Lung ta/Darchorstílus

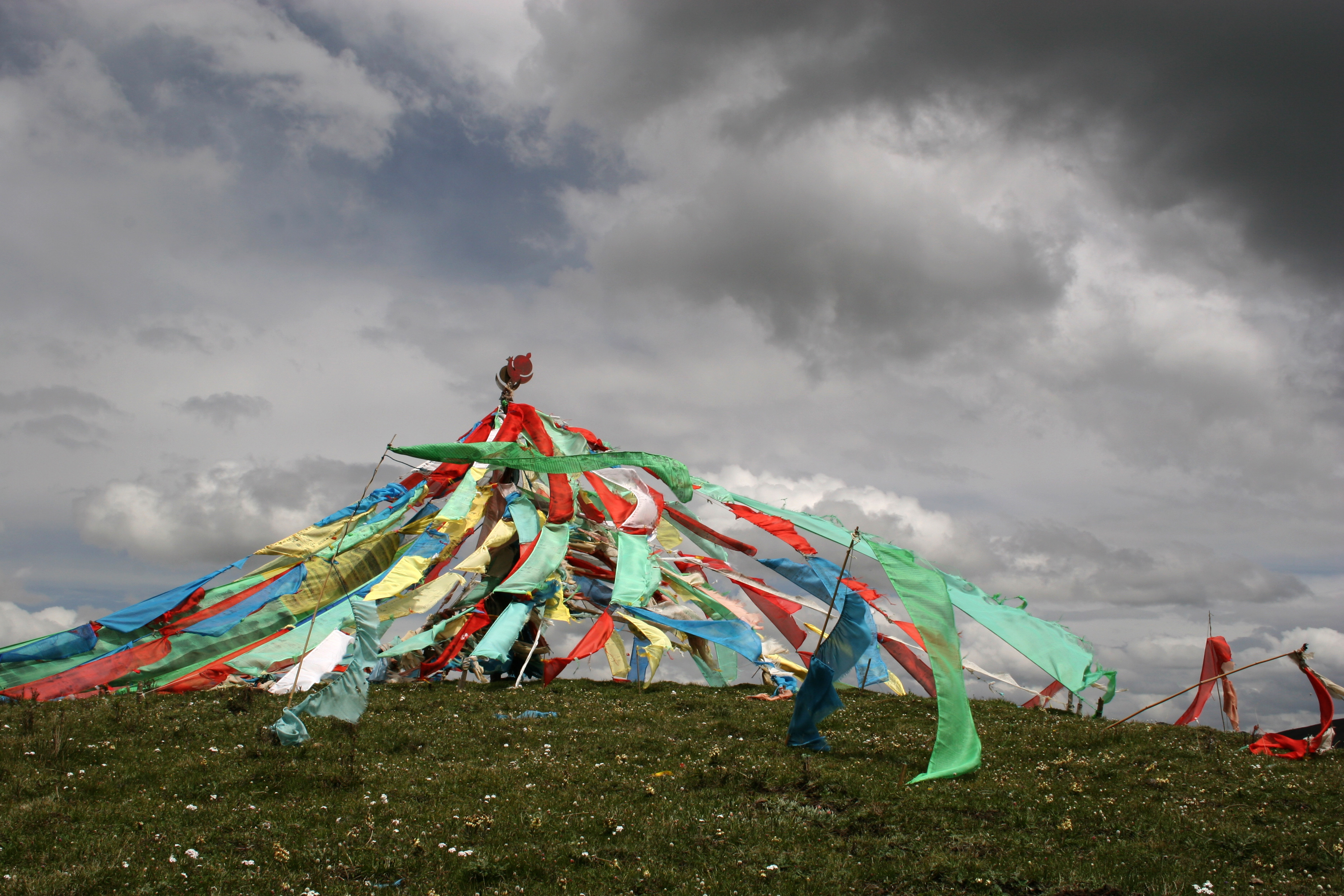
Imazászlók a Qilian-hegyekben, Kínában

Kétféle imazászlót különböztethetünk meg: vízszinteseket, melyeket Lung ta-nak hívnak (Wylie: rlung-rta, jelentése „szél ló”), illetve függőlegeseket, amelyeket Darchor-nak neveznek (Wylie: darlcog, jelentése „zászlórúd”).
A Lung ta (vízszintes) nevezetű imazászlók négyszögletes vagy négyzet alakúak és a felső sarkuk van összekötve egy hosszú zsinórral vagy fonallal. Ezek átlóban lógnak valami magastól egy alacsony objektumig (például: egy kő és egy rúd teteje között) rendszerint magas helyeken, mint például a templomok tetejénél, monostoroknál, stupáknál és hegyi átkelőknél.
A Darchor (függőleges) imazászlók általában hosszú, egyedülálló, téglalap alakú zászlók, amelyek rudakhoz vannak rögzítve függőleges vonalban. Rendszerint tömegesen találhatók meg a földből kiállítva, hegyeken, kőhalmoknál és tetőknél, illetve ikonográfiailag és szimbolikusan a Dhvaja-hoz kötődnek.

## Szín és sorrend

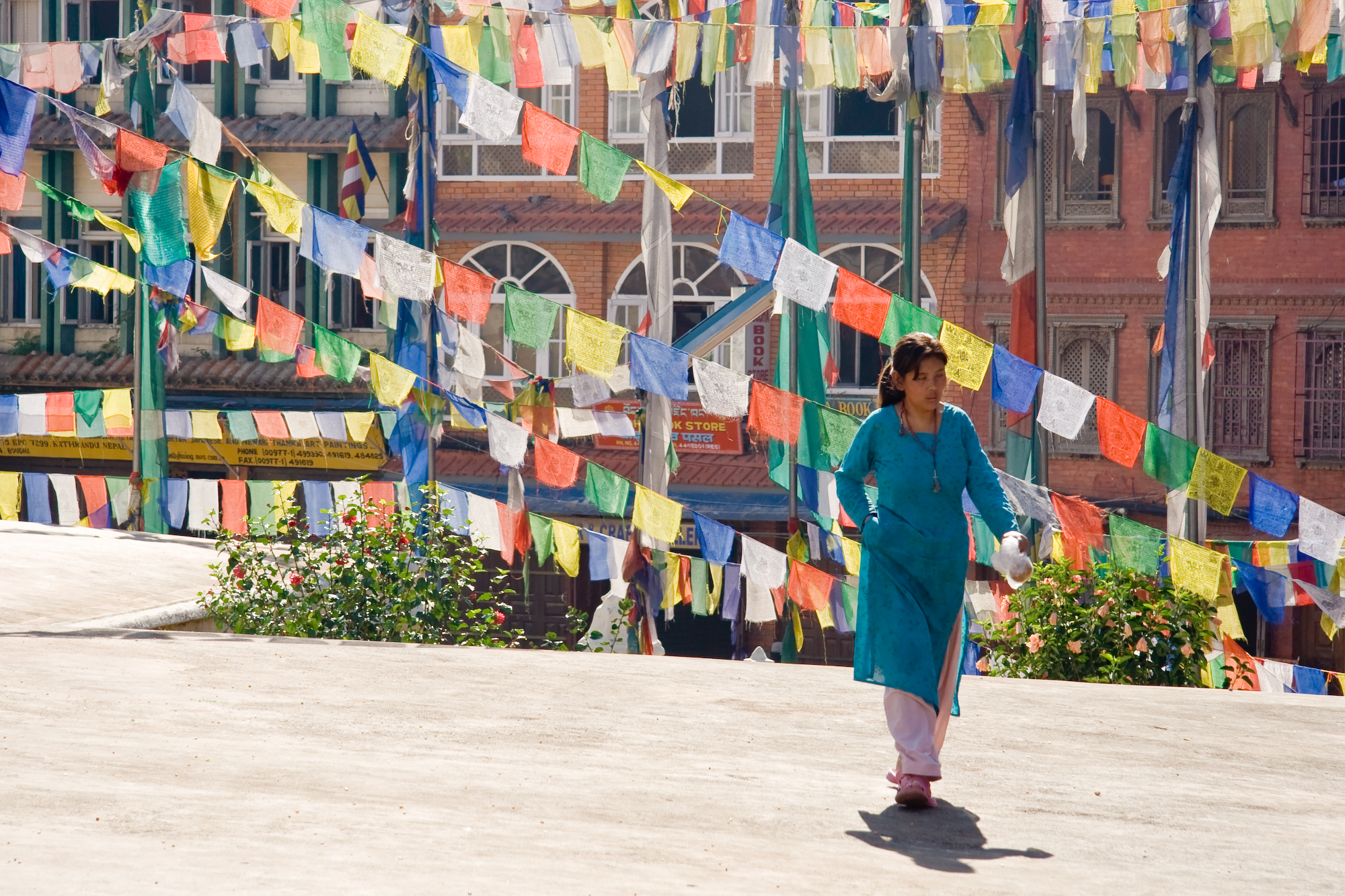
Imazászlók Katmanduban, Nepálban

Hagyományosan az imazászlóknak öt kritériuma van: mindegyiknek öt színből kell állnia. Ennek az öt színnek balról jobbra kell rendeződnie, mégpedig: kék, fehér, piros, zöld és sárga. Ezek képviselik az öt elemet és az öt igaz fényt. A különböző elemek összekapcsolódnak a különböző színekkel a hagyományok, célok és a szádhana révén. A kék szín az eget és az űrt, a fehér a levegőt és a szelet, a piros a tüzet, a zöld a vizet és a sárga pedig a Földet jelképezi. A hagyományos tibeti gyógymód szerint az egészség és harmónia az öt elem egyensúlyával érhető el.

## Szimbólumok és imák
Az imazászló középpontjában a Lung ta (erős vagy hatalmas ló) található, amely három lángoló ékszert (ratna) hordoz a hátán. A Ta egy szimbólum a gyorsaságra és a rossz végzet jóra fordítására. A három lángoló ékszer szimbolizálja Buddhát, a Dharmát (buddhista tanítások) és a Szanghát (buddhista közösség): a három sarokkövét a tibeti filozófiai hagyománynak.
A Lung ta-t megközelítőleg 400 hagyományos mantra, s ennek különféle verziói veszik körül, mindegyik egy bizonyos istenségnek címezve. Ezek az írások mantrákat tartalmaznak három nagy jidamnak tartott istenségtől: Padmaszambhavától, Avalókitésvarától és Mandzsusrítól.
A mantrákkal összhangban az imádkozás hosszú jó szerencse kísérte életet hoz.
A zászlók sarkait erőteljes állatok képei illetve nevei díszítik - mégpedig az úgynevezett Négy nemes jellem, nevezetesen a kígyó, a sas, a tigris és a fehér oroszlán.

## Szimbólum és hagyomány
Hagyományosan az imazászlók elősegítették a békét, részvétet, erőt és bölcsességet. A zászlók nem imákat hordoznak istenségek számára - ami egyébként egy gyakori félreértés; a tibetiek inkább abban hisznek, hogy az imák és a mantrák a szél segítségével szétszórják a jóakaratot és a részvétet, így az imazászlók mindenkinek előnyt nyújtanak.
A magasan fekvő zászlókkal a Lung ta az áldást magával hordozza mindenki számára. Ahogy a szél meglebegteti a zászlót - ami a legkisebb mozdulatra is érzékeny, a levegő megtisztul és felszenteli azt a mantrák által.
A zászló imái maradandó részei maradnak az univerzumnak, míg a képek kifakulnak. Mint ahogyan az élet megy tovább, és új életek jönnek létre, a tibetiek megújítják reményeiket újabb és újabb imazászlók kihelyezésével a régiek mellé. Ez a cselekedet szimbolizálja az élet körforgásának üdvözlését és annak a felismerését, hogy minden élőlény része egy hatalmasabb körforgásnak.
Mivel a szimbólumok és a mantrák az imazászlókon meg vannak szentelve, tisztelettel kell bánni velük. Nem szabad letenni a földre, vagy éppen ruhaként használni őket. A régi imazászlókat csak elégetésükkel szabad megsemmisíteni.

Imazászlók
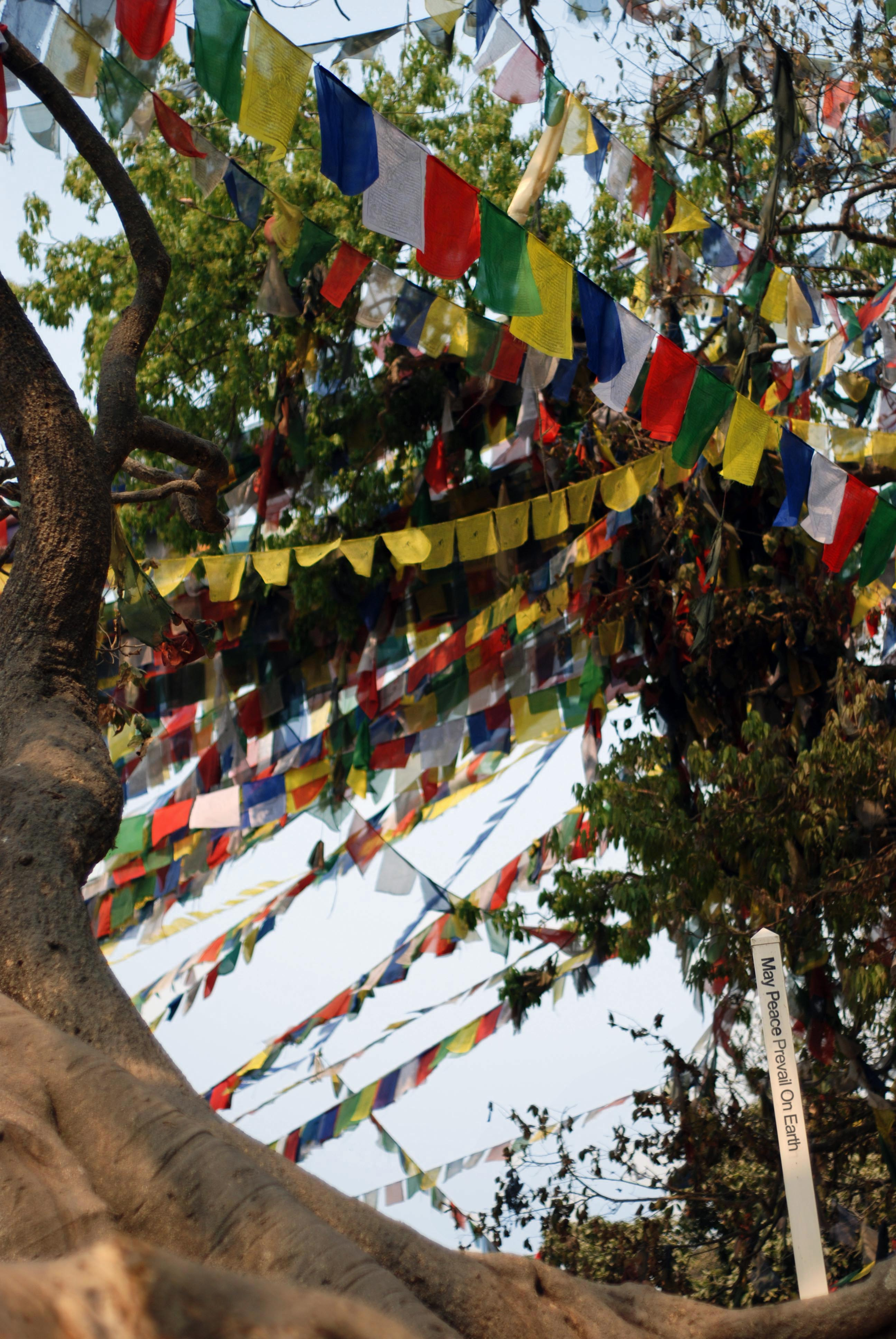
Imazászlók Swayambunath-nál, Katmandu
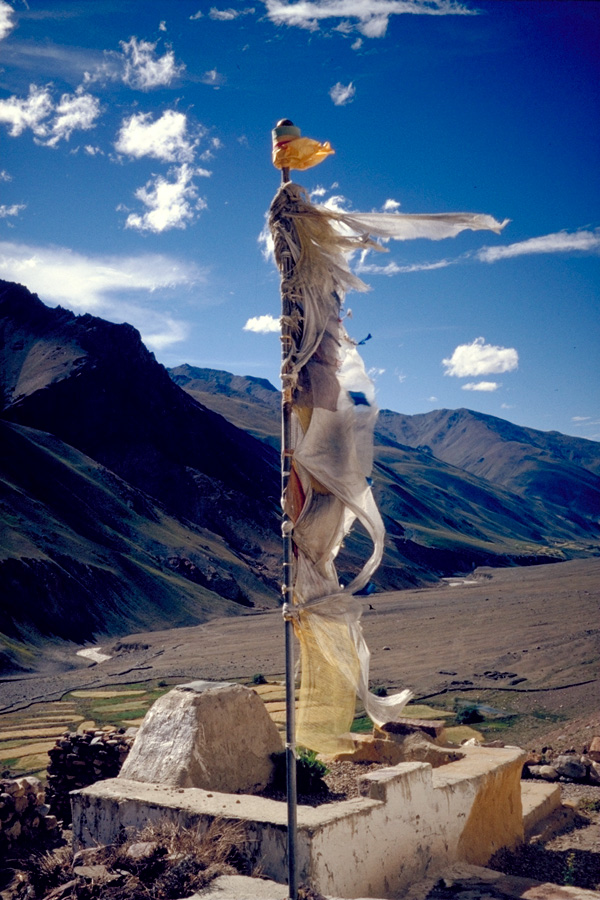
Egy Darchor imazászló Észak-Indiában
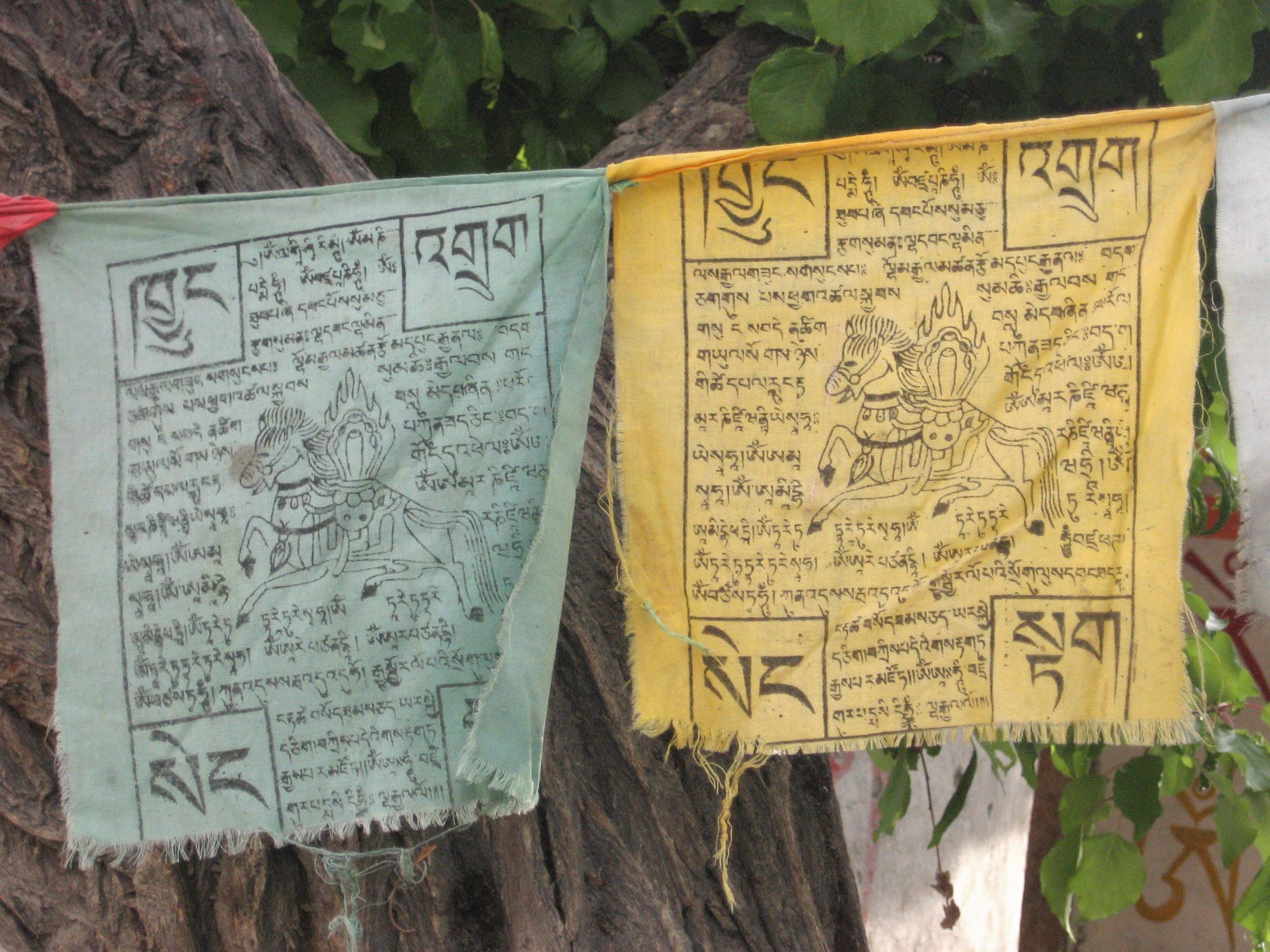
Lung ta („szél ló”) imazászlók közelről, Ladak, India
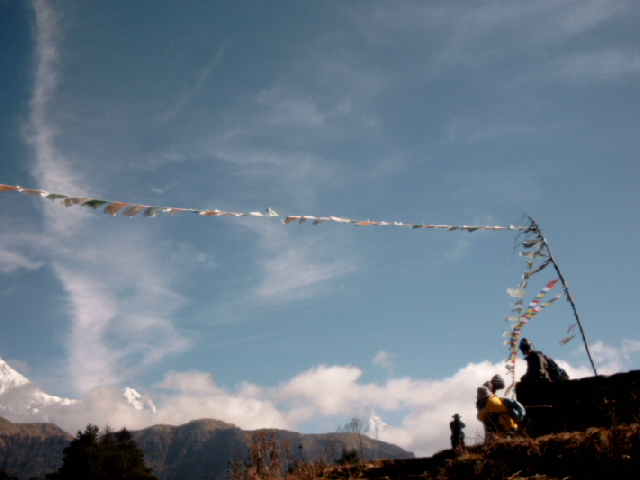
Imazászlók Közép-Nepálban

## Az időzítés
Néhányan úgy gondolják, hogy ha a imazászlók szerencsétlen asztrológiai időpontban lettek kifüggesztve, negatív eredményt hozhatnak. A legjobb idő mikor ezeket az imazászlókat ki lehet függeszteni egy szeles nap után következő napos reggel.
A régi imazászlók lecserélése évenként, a tibeti újévkor történik.